# Ненад С. Лазић
Ненад С. Лазић (Зрењанин, 10. август 1974) је српски графички дизајнер, визуелни уметник и професор ликовне културе. Ради у области графичког дизајна, илустрације, дигиталне уметности и креативних пројеката. Његов рад обухвата широк спектар дисциплина, укључујући дизајн књига, плаката, веб дизајн, илустрацију и уметничке инсталације.

## Образовање
Године 1993. године завршио је Средњу школу за дизајн „Богдан Шупут“ у Новом Саду, стекaвши звање техничара дизајна графике. Високо образовање наставио је на Академији уметности   у Новом Саду, где је студирао на одсеку за графичке и визуелне комуникације, у класи професора Сузане Кубинец, Бранислава Добановачког  и Бошка Шеве. Дипломирао је 2002. године, а његов завршни рад био је посвећен развоју визуелног идентитета и пропагандних средстава за издавачку кућу „Ритам“.
Годину дана касније, положио је државни стручни испит, чиме је стекао право на самостално извођење наставе ликовне културе. Настављајући своје академско усавршавање, похађао је постдипломске студије на Академији уметности у Новом Саду, на одсеку за визуелне комуникације, смер дизајн књиге. Поред формалног образовања, континуирано се усавршавао кроз међународне курсеве, симпозијуме и стручне програме, проширујући своја знања и вештине у области дизајна и визуелних комуникација.

## Каријера и пројекти
Током своје каријере деловао је као графички дизајнер, уметнички и креативни директор, професор, сарађујући са бројним институцијама, удружењима и приватним клијентима. Посебно се истакао као дугогодишњи члан и активиста Удружења ликовних уметника примењених уметности и дизајнера Војводине (УПИДИВ), где је обављао функције председника Управног одбора и члана Уметничког савета. Значајно је допринео организацији и унапређењу рада удружења, као и реализацији изложби, међу којима се истичу Бијенална изложба чланова УПИДИВ-а „Форма“ и „Јесењи салон“.
Поред рада у области примењене уметности, Лазић је био ангажован као графички уредник и дизајнер у издавачким кућама, где је био задужен за дизајн, графичко уређење и припрему публикација за штампу. Такође је сарађивао са локалном UBUNTU заједницом, порталом „Linux za sve“ и часописом PC Magazin, пишући рецензије и упутства за софтвер, чиме је допринео промоцији отвореног кода и дигиталне културе.
Током своје каријере, Лазић је развио препознатљив стил који комбинује традиционалне технике са савременим технологијама, истражујући везе између уметности, технологије, дизајна и визуелне комуникације.
Неки од пројеката су: Публика у фокусу: Шетња кроз историју дизајна у Војводини , Галерија ликовне уметности поклон збирка Рајка Мамузића (2019), 252 године уметности / Стратегије сећања - Из историје уметничких удружења Војводине    Музеј Савремене уметности Војводине (2022), Бошко Петровић - скице за велика дела   Музеј Војводине (2022), Оригинал фалсификата - Лимбо (2022) , Синтеза ликовних уметности у Војводини (1950-1990): Аутори и дела, др Здравко Рајчетић, Владимир Митровић, Музеј Савремене уметности Војводине (2023)  итд.

## Изложбе и признања
Ненад С. Лазић је учествовао на више од 120 изложби и фестивала уметности и дизајна широм света, укључујући Србију, Мађарску, Румунију, Турску, Словенију, Шпанију, Пољску, Перу, Боливију, Мексико, САД, Еквадор, Кину, Казахстан, Белгију, Јапан, Аргентину, Хрватску, Босну и Херцеговину и Црну Гору. Остварио је 16 самосталних изложби   

, док је за свој рад добио више од 30 награда, међу којима се истичу:
- Excellence Award за плакат Soul Dance на Hehu International Poster Exhibition, Кина (2024)
- Golden Poster Stellars на 4th International Poster Competition, САД, у категорији културног плаката (2024)[23]
- Golden Poster Stellars на 3th International Poster Competition, САД, у категорији културног плаката (2023)[24]
- Награда за визуелни идентитет Бијеналне изложбе чланова УПИДИВ-а Форма 25 (2023)[25]
- Runner Up на The Best Brand Awards 9th Competition у категорији редизајна логотипа (2023)[26]
- Плакета на 15th International Poster Design Plaktivat, Љубљана, Словенија (2022)
- Специјална награда на 6. Међународном бијеналу колажа, Нови Сад (2022)
- Награда за визуелни идентитет 55. Мајске изложбе УЛУПУДС-а Светла будућност, Београд (2023)
- Годишња награда за дизајн од Друштва нових медија (2023)[27]
- Велика златна форма за дизајн на изложби Форма 22, Нови Сад (2014)[28]
- Награда за плакат Кап по кап на Terraneo фестивалу, Шибеник, Хрватска (2011)
- Награда за графички дизајн „Златна форма" (плакат Design against) Форма 17, Нови Сад (2002)[29]
- Прва награда Академије Уметности на завршној изложби студената IV године за визуелне комуникације, Нови Сад (2001)
- Златна плакета за најбоље одштампану амбалажу, Новосадски сајам графике (1996)

## Педагошки рад
Лазић је активно учествовао у образовању младих дизајнера и уметника. Предавао је на Средњој школи за дизајн „Богдан Шупут“ и водио бројне радионице и предавања на тему графичког дизајна, илустрације и дигиталне уметности. Такође је био ментор и члан жирија на бројним конкурсима и изложбама.